# Pojemność czaszki
Pojemność czaszki – mierzona (najczęściej) w centymetrach sześciennych średnia objętość mózgoczaszki, w przybliżeniu określająca rozmiar mózgu kręgowców. Wielkość mózgu to najprostsze z kryteriów używanych do porównania mózgów kręgowców i większości bezkręgowców (tych bezkręgowców, które posiadają mózg). Pojemność mózgoczaszki jest używana zamiast wielkości mózgu ponieważ jest ona łatwiejsza do określenia dla żyjących osobników i osiągalna dla kręgowców kopalnych. Wadą używania pojemności mózgoczaszki jest to, że jej korelacja z wielkością mózgu jest generalnie skomplikowana i często słaba.
Przyjmuje się, że pojemniejsza mózgoczaszka czy większy mózg może (lub powinien) generalnie wskazywać na potencjalnie większą inteligencję organizmu. W rzeczywistości jednak pojemniejsza czaszka w oczywisty sposób często nie oznacza większej inteligencji. Wielkość czaszki/mózgu jest wysoko skorelowana z wielkością zwierzęcia. Np. porównaj wielkości mózgu słonia (5–6 kg) i człowieka (ok. 1,5 kg). Ponadto nawet u osobników tego samego gatunku o zbliżonej masie ciała istnieją niewpływające na obserwowalną inteligencję znaczące różnice w wielkości mózgu. Spekuluje się, że większy mózg może być konieczny do kontroli bardziej umięśnionego ciała, albo jako element przystosowania do życia w zimnym klimacie itp.
Rozwinięto także bardziej złożone kryteria porównania cech anatomicznych z „inteligencją”, np. stosunek objętości mózgu do masy ciała zwierzęcia (współczynnik encefalizacji).
Przykładowe pojemności czaszki naczelnych:
- człowiek z Flores – 380 cm³[3]
- orangutan: 275–500 cm³
- szympans: 275–500 cm³
- goryl: 340–752 cm³
- człowiek współczesny: 1100–1700 cm³[potrzebny przypis] (średnia 1350 cm³[2])
- neandertalczyk: 1200–1700 cm³ (większy od człowieka współczesnego[4])

Przykładowe pojemności czaszki wybranych kopalnych człowiekowatych:
| Takson                     | Pojemność (cm³) | Liczba badanych osobników | Wiek (milionów lat) |
| Australopithecus afarensis | 438             | 4                         | 3,6–2,9             |
| Australopithecus africanus | 452             | 7                         | 3,0–2,4             |
| Australopithecus boisei    | 521             | 1                         | 2,3–1,4             |
| Australopithecus robustus  | 530             | 1                         | 1,9–1,4             |
| Homo habilis               | 612             | 6                         | 1,9–1,6             |
| Homo rudolfensis           | 752             | 1                         | 2,4–1,6             |
| Homo ergaster              | 871             | 3                         | 1,9–1,7             |